# 鸭跖草亚纲
鸭跖草亚纲 （Commelinidae）是克朗奎斯特分类法对显花植物分类中采用的一种纲以下、目以上的分类。共包括7个目：
1. 鸭跖草目
2. 谷精草目
3. 帚灯草目
4. 灯芯草目
5. 莎草目
6. 独蕊草目
7. 香蒲目

在其他分类方法中，可能包括不同的目，但都会包括鸭跖草科。APG II 分类法中没有亚纲一级的分类，这些植物一般都是包括在鸭跖草分支中，列在单子叶植物分支之下。